# Li Tu
Li Tu (Adelaide, 27 maggio 1996) è un tennista australiano.

## Biografia
In singolare ha conquistato alcuni tornei dell'ATP Challenger Tour in entrambe le specialità. I suoi migliori ranking ATP sono il 172º posto in singolare del novembre 2024 e il 197º in doppio del gennaio 2023.

## Statistiche

### Tornei minori

#### Singolare

##### Vittorie (10)
| Legenda tornei minori |
| Challenger (1)        |
| ITF (9)               |

| N. | Data            | Torneo                      | Superficie | Avversario in finale | Punteggio   |
| 1. | 16 ottobre 2022 | Seoul Open Challenger, Seul | Cemento    | Wu Yibing            | 7–6(5), 6–4 |

##### Finali perse (6)
| Legenda tornei minori |
| Challenger (2)        |
| ITF (4)               |

| N. | Data             | Torneo                                                    | Superficie | Avversario in finale | Punteggio        |
| 1. | 4 agosto 2024    | Lexington Challenger, Lexington                           | Cemento    | João Fonseca         | 1–6, 4–6         |
| 2. | 24 novembre 2024 | Keio Challenger International Tennis Tournament, Yokohama | Cemento    | Yuta Shimizu         | 7–6(4), 4–6, 2–6 |

#### Doppio

##### Vittorie (5)
| Legenda tornei minori |
| Challenger (1)        |
| ITF (4)               |

| N. | Data           | Torneo                            | Superficie  | Compagno     | Avversari in finale        | Punteggio        |
| 1. | 27 luglio 2024 | Chicago Men's Challenger, Chicago | Terra rossa | Luke Saville | Mac Kiger Benjamin Sigouin | 6–4, 3–6, [10–3] |

##### Finali perse (1)
| Legenda tornei minori |
| Challenger (0)        |
| ITF (1)               |